# Media Independent Interface
Der Ausdruck Media Independent Interface (MII) wurde bei Fast-Ethernet für Netzwerkkomponenten eingeführt. Er teilt Fast-Ethernet-Chipsätze in zwei Komponenten auf: Das Media Dependent Interface (MDI) und das MII. Die Schnittstelle zwischen MII zu MDI ist eine Teilkomponente des Ethernet-Chipsatzes und bei allen Herstellern und allen Medien (Kabel, Fiber) identisch. Das MDI hingegen ist der Teil des Chipsatzes, der spezifisch für das jeweilige Medium (Kabel, Fiber) (Transceiver) ausgelegt werden muss. Er beinhaltet auch die physikalische (elektrische, optische) und mechanische Schnittstelle zwischen dem Physical Medium Attachment (PMA) und dem Medium (Kabel). Bei klassischem 10-Mbit-Ethernet nannte man die Schnittstelle zwischen MII und MDI auch AUI-Schnittstelle, der Transceiver entspricht dem MDI, der Rest der Karte beginnt mit dem MII und endet am jeweiligen Systembus (PCI, EISA usw.).
Sinn und Zweck dieser Unterscheidung war es, Chips mit MII in großen Mengen produzieren zu können, die dann durch ein MDI ergänzt werden, welches ebenfalls herstellerübergreifend in hohen Stückzahlen produziert wird. So konnten die Preise niedrig gehalten werden. Es werden aber auch Chipsätze für Netzwerkkarten angeboten, die keine MDI-/MII-Schnittstellen mehr besitzen.
Der 10-Mbit-Vorgänger ist AUI, die Gigabit-Ethernet-Variante ist GMII (Gigabit Media Independent Interface).